# Praxias-Maler
Als Praxias-Maler wird ein etruskischer Vasenmaler des pseudo-rotfigurigen Stils bezeichnet.
Der Praxias-Maler gehörte zu einer nach ihm als deren Hauptvertreter benannten Gruppe von Vasenmalern, der Praxias-Gruppe, die ihre Werkstatt wohl in Vulci hatte und Bauchamphoren, Halsamphoren, Stamnoi, Peliken, Kratere, Hydrien, Kannen und einhenklige Kantharoi produzierte.
Auf vier der Amphoren dieser Gruppe, die dem Praxias-Maler zugewiesenen werden, fanden sich Inschriften in griechischer Sprache, darunter die Inschrift Praxias auf der Mündung einer kleinen Amphora aus Vulci, heute im Cabinet des Médailles in Paris, weshalb manche Wissenschaftler den Künstler für einen nach Etrurien ausgewanderten Griechen halten. Die Werke des Malers werden ins zweite Viertel des 5. Jahrhunderts v. Chr. datiert.

## Werke
- Berlin, Antikensammlung 3363 (verschollen)
- Paris, Cabinet des Médailles 913 (Eintrag in der Museumsdatenbank)
- Paris, Cabinet des Médailles 914 (Eintrag in der Museumsdatenbank)
- Sèvres, Musée national de la céramique 3114